# Kostel Narození svatého Jana Křtitele (Krásná Hora)
Kostel Narození svatého Jana Křtitele je sakrální stavba v Krásné Hoře v okrese Havlíčkův Brod. Stavba je kulturní památkou České republiky. Jde o filiální kostel farnosti Lipnice nad Sázavou.
Kostel svatého Jana Křtitele byl postaven asi v 16. století. Je postavený z kamene, pokrytý šindelem a plechem. Má 11 oken a 3 vchody. Uprostřed střechy je malá zvonička a v ní zavěšen zvonek sanktusník. Na obou stranách je kostel rozšířen o dvě kaple. Prostor kolem kostela je obehnán zdí a opatřen dvěma vchody. Od roku 1829 se na hřbitově kolem kostela nepohřbívá. Pod postranní kaplí sv. Václava je umístěna hrobka. Vchod je ze středu kostela a má pět schodů.

## Popis kostela
- Hlavní oltář: obraz Křest Kristův v řece Jordáně mnozí odborníci považují za dílo malíře Karla Škréty.[2]
- Varhany: Kostel byl dlouho bez varhan, bypy pořízeny roku 1715 za 500 zlatých.[2]
- Kazatelna: původně stála v presbytáři – kněžišti. Protože vše zabralo mnoho místa, byla v roce 1806 postavena kazatelna nová a schodiště k ní vedlo ze sakristie. V roce 1853 byla opravena.
- Boží hrob v kostele byl obnoven v roce 1847 nákladem 90 zlatých.
- Postranní oltář P. Marie a Božského Srdce Páně byl opraven roku 1852. V kostele je též pamětní deska na památku Bohumila Víta Tajovského, opata premonstrátského kláštera v Želivě, politického vězně komunistické diktatury (VIZ : Bohumil Vít Tajovský) .